# Nomada angelarum
Nomada angelarum là một loài Hymenoptera trong họ Apidae. Loài này được Cockerell mô tả khoa học năm 1903.